# Буда-Кошельовська (станція)
Бу́да-Кошельóвська (біл. Бу́да-Кашалё́ўская) — проміжна залізнична станція 3-го класу Гомельського відділення Білоруської залізниці на лінії Гомель — Жлобин між зупинними пунктами Бушівка (4 км) та Потапівка (5 км). Розташована у місті Буда-Кошельово Буда-Кошельовського району Гомельської області.

## Історія
Станція відкрита у листопаді 1873 року під час будівництва Лібаво-Роменської залізниці, в результаті чого населенний пункт Буда-Кошельово швидко зростав. Щорічно зі станції завантажувалося та відправлялося близько 90 тис. пудів лісозаготівель. Було відкрито поштово-телеграфне відділення.
У грудні 2015 року станція Буда-Кошельовська електрифікована у складі дільниці Жлобин — Гомель.
У січні 2016 року введена в експлуатацію МПЦ і АЛСО на дільниці Жлобин — Буда-Кошельово.

## Пасажирське сполучення
На станції Буда-Кошельовська приміський рух здійснюється поїздами регіональних ліній економкласу сполученням:
- Гомель — Жлобин
- Гомель — Свєтлогорськ-на-Березині.

У міжрегіональному та міждержавному сполученні через станцію курсують поїзди сполученням:
- Гомель — Вітебськ
- Гомель — Мінськ
- Гомель — Могильов
- Гомель — Москва
- Гомель — Санкт-Петербург
- Мінськ — Адлер.